# マイケル・マクファーレン
マイケル・マクファーレン（Michael Anthony McFarlane、1960年5月2日 - 2023年6月6日）は、イギリスの陸上競技選手。1988年ソウルオリンピックの銀メダリストである。

## 経歴
マクファーレンは、1978年のカナダのエドモントンで開催されたコモンウェルスゲームズに出場。100mでは決勝に進出し、10秒29で5位。200mは準決勝に進出したものの棄権している。翌1979年のヨーロッパジュニア選手権では200mでの金メダルをはじめ3つのメダルを獲得した。
1980年には初めてのオリンピックとなるモスクワオリンピックに出場。200mは2次予選で敗退したものの、4×100mRでは決勝に進出。しかし、3位のフランスに100分の9秒及ばず4位と惜敗した。
マクファーレンは、1982年の英国の200mのチャンピオンとなる。同年のオーストラリアのブリズベンで開催されたコモンウェルスゲームズでは、100m、200mと4×100mRの3種目に出場。100mと4×100mRは5位に終わったものの、200mは、20秒43の記録で、モスクワオリンピック100m金メダルのスコットランドのアラン・ウェルズと同着で金メダルを分け合った。翌1983年、フィンランドのヘルシンキで開催された第1回世界選手権では、4×100mRのメンバーとして出場しているが準決勝で敗退した。
1984年にはロサンゼルスオリンピックに出場。100mは決勝進出を果たしたものの5位。さらに4×100mRには、ウェルズと、十種競技のデイリー・トンプソンの2人の金メダリストを擁して挑んだが7位と振るわなかった。
1986年、スコットランドのエジンバラで開催されたコモンウェルスゲームズに出場。100mでは、カナダのベン・ジョンソン、イングランドのリンフォード・クリスティに次いで3位となり銅メダル。4×100mはクリスティのいないイングランドチームで挑み39秒19で銀メダルを獲得した。コモンウェルスゲームズから4週間後には西ドイツのシュトゥットガルトで開催されたヨーロッパ選手権にも出場。100mでは10秒29で6位に終わったものの、4×100mRは38秒71でソ連、東ドイツに次いで3位となり銅メダルを獲得した。翌1987年、イタリアのローマで開催された世界選手権では、100mと4×100mRに出場。100mは準決勝で敗退。4×100mRは予選で失格となっている。
マクファーレンにとって、最後のオリンピックとなった1988年ソウルオリンピックでは4×100mRに出場。エリオット・バニー、ジョン・レジス、リンフォード・クリスティとともに挑んだレースで、38秒28のタイムでソ連に次いで銀メダルとなり、初めてで唯一となるオリンピックのメダルを手にした。

## 自己ベスト
- 100m - 10秒22
- 200m - 20秒43

## 主な実績
| 年   | 大会                             | 場所                         | 種目    | 結果      | 記録   |
| ---- | -------------------------------- | ---------------------------- | ------- | --------- | ------ |
| 1978 | コモンウェルスゲームズ           | エドモントン(カナダ)         | 100m    | 5位       | 10秒29 |
| 1978 | コモンウェルスゲームズ           | エドモントン(カナダ)         | 200m    | -         | DNS    |
| 1980 | オリンピック                     | モスクワ(ソビエト連邦)       | 200m    | 6位（qf） | 21秒33 |
| 1980 | オリンピック                     | モスクワ(ソビエト連邦)       | 4×100mR | 4位       | 38秒62 |
| 1982 | コモンウェルスゲームズ           | ブリズベン(オーストラリア)   | 100m    | 5位       | 10秒11 |
| 1982 | コモンウェルスゲームズ           | ブリズベン(オーストラリア)   | 200m    | 1位       | 20秒43 |
| 1982 | コモンウェルスゲームズ           | ブリズベン(オーストラリア)   | 4×100mR | 5位       | 39秒67 |
| 1983 | 世界陸上競技選手権大会           | ヘルシンキ(フィンランド)     | 4×100mR | 5位（sf） | 39秒39 |
| 1984 | オリンピック                     | ロサンゼルス(アメリカ合衆国) | 100m    | 5位       | 10秒27 |
| 1984 | オリンピック                     | ロサンゼルス(アメリカ合衆国) | 4×100mR | 7位       | 39秒13 |
| 1985 | ヨーロッパ室内陸上競技選手権大会 | アテネ・ピレウス(ギリシャ)   | 60m     | 1位       | 6秒61  |
| 1986 | コモンウェルスゲームズ           | エジンバラ(スコットランド)   | 100m    | 3位       | 10秒35 |
| 1986 | コモンウェルスゲームズ           | エジンバラ(スコットランド)   | 4×100mR | 3位       | 39秒19 |
| 1986 | ヨーロッパ陸上競技選手権大会     | シュトゥットガルト(西ドイツ) | 100m    | 6位       | 10秒29 |
| 1986 | ヨーロッパ陸上競技選手権大会     | シュトゥットガルト(西ドイツ) | 4×100mR | 3位       | 38秒71 |
| 1987 | 世界陸上競技選手権大会           | ローマ(イタリア)             | 100m    | 7位（sf） | 10秒38 |
| 1987 | 世界陸上競技選手権大会           | ローマ(イタリア)             | 4×100mR | -（qf）   | DQ     |
| 1988 | オリンピック                     | ソウル(韓国)                 | 4×100mR | 2位       | 38秒28 |

- sfは準決勝、qfは2次予選、準々決勝